# Ségrie
Ségrie település Franciaországban, Sarthe megyében. Lakosainak száma 599 fő (2022. január 1.). Ségrie Moitron-sur-Sarthe, Assé-le-Riboul, Montreuil-le-Chétif, Pezé-le-Robert, Saint-Christophe-du-Jambet és Vernie községekkel határos.

## Népesség
A település népessége az elmúlt években az alábbi módon változott:
| Lakosok száma | 620  | 619  | 608  | 605  | 607  | 605  | 603  | 599  | 599  |
|               | 2013 | 2015 | 2016 | 2017 | 2018 | 2019 | 2020 | 2021 | 2022 |